# Ali Selmi
Ali Selmi (in arabo علي السلمي‎?; ...) è un allenatore di calcio ed ex calciatore tunisino.